# Kunle Afolayan
Kunle Afolayan (Lagos, 30 de septiembre de 1974) es un actor, productor y director de cine nigeriano.

## Biografía
Kunle Afolayan es descendiente de los pueblos igbomina y yoruba del estado de Kwara, hijo del famoso director de teatro y cine Ade Love. Al finalizar sus estudios secundarios, se especializó en economía y comenzó a trabajar en un banco mientras realizaba pequeños papeles en teatro de manera esporádica. Decidido a iniciar una carrera a tiempo completo en la actuación, se preparó en la Escuela de Cine de Nueva York y desde 2005 ha sido una figura importante en la industria cinematográfica nigeriana.
Ha dirigido largometrajes populares en su país como Araromire y Phone Swap, en el que aparecen los actores Wale Ojo, Joke Silva, Nse Ikpe Etim y Chika Okpala. Araromire ganó cinco Premios de la Academia del Cine Africano y tuvo un gran éxito en las salas de cine nigerianas. En 2014 estrenó October 1, película que cosechó doce nominaciones y nueve galardones en los Africa Magic Viewers Choice Awards de 2015. En 2020 su película Citation fue estrenada en la plataforma de streaming Netflix.

## Filmografía

### Como actor
- 2021 - Ayinla
- 2017 - The Bridge
- 2014 - Dazzling Mirage
- 2014 - October 1
- 2009 - Farayola
- 2009 - Araromire
- 2007 - Onitemi
- 2006 - Èjiwòrò
- 2005 - Ti Ala Ba Ku

### Como director
- 2020 - Citation[5]
- 2019 - Mokalik
- 2017 - The Bridge
- 2016 - The CEO
- 2014 - October 1
- 2012 - Phone Swap
- 2009 - Araromire